# 孝哲簡皇后
孝哲懿莊溫正仁靖儀天昭聖簡皇后黃氏（？—？），朱由崧為德昌王時納的正妃，父都指揮僉事黃奇瑞。
黃氏早逝，弘光帝即位，先追封黃氏諡孝哲懿莊溫貞仁靖皇后，後加儀天昭聖四字，曰孝哲懿莊溫正仁靖儀天昭聖皇后。魯王朱以海監國，加上諡為孝哲懿莊溫正仁靖儀天昭聖安皇后。永曆帝改稱孝哲懿莊溫正仁靖儀天昭聖簡皇后。